# حزقيال
حزقيال (بالعبرية: יְחֶזְקֵאל) وهو نبي مبجّل في اليهودية والمسيحية. وهو كاتب سفر حزقيال في الكتاب المقدس، وسفره كان عبارة عن تنبؤات بخصوص سقوط القدس بيد البابليين وسقوط الأمم المجاورة وأيضاً بخصوص عودة اليهود إلى القدس وإعادة بنائهم للهيكل وتكلم أيضاً عن المسيح وقد عاش ما بين سنتي 622 ق م و570 ق م. وقد كان حزقيال من اليهود المسبيين الأوائل لبابل، حيث سُبي في سنة 597 ق م إلى نهر الخابور. ويقال أنه نفسه ذو الكفل النبي المذكور في القرآن.

## نسبه
هو حزقيال بن بوزي من نسل هارون بن عمرام بن قهات بن لاوي بن يعقوب بن إسحاق بن إبراهيم